# ملكة جمال الأرض 2006
ملكة جمال الأرض 2006، هي مسابقة ملكة جمال الأرض السادسة في تاريخ مسابقة ملكة جمال الأرض منذ انطلاقتها عام 2001، عقدت المسابقة في 26 نوفمبر 2006 في أرض المتحف الوطني في مانيلا، الفلبين. في نهاية المسابقة توجت هيل هيرنانديز من تشيلي من قبل حاملة اللقب السابقة ملكة جمال الأرض 2005 ، ألكسندرا براون. كان من المفترض أن يقام هذا الحدث في سانتياغو، تشيلي في 15 نوفمبر، لكن منظمي تشيلي لم يستوفوا المتطلبات. في النهاية، قرر أصحاب المسابقات الاحتفاظ بالمسابقة في الفلبين، حيث عقدت جميع مسابقة ملكة جمال الأرض السابقة، على الرغم من أن لديهم أقل من شهرين للتحضير لهذا الحدث. كان من المتوقع أن يتنافس أكثر من 100 متسابق، ولكن شارك 82 منهم فقط في نهاية المطاف. ومع ذلك، كان لا يزال أعلى نسبة حضور للحدث.

## معرض صور

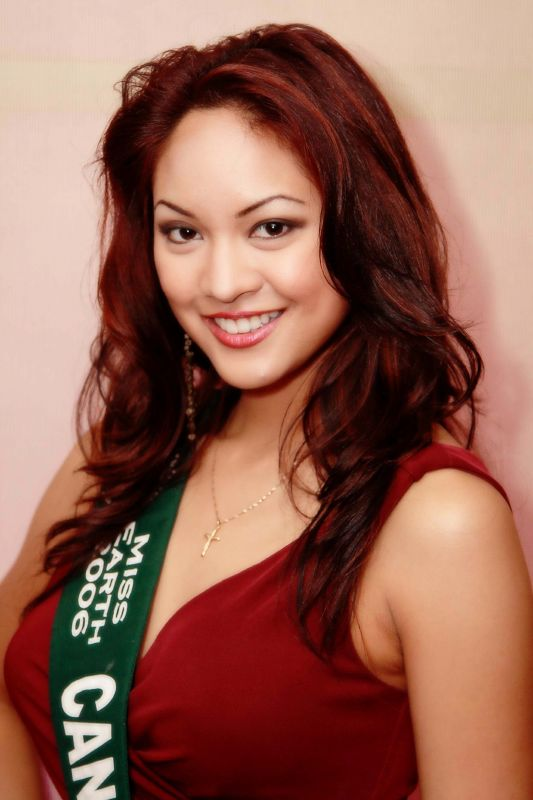
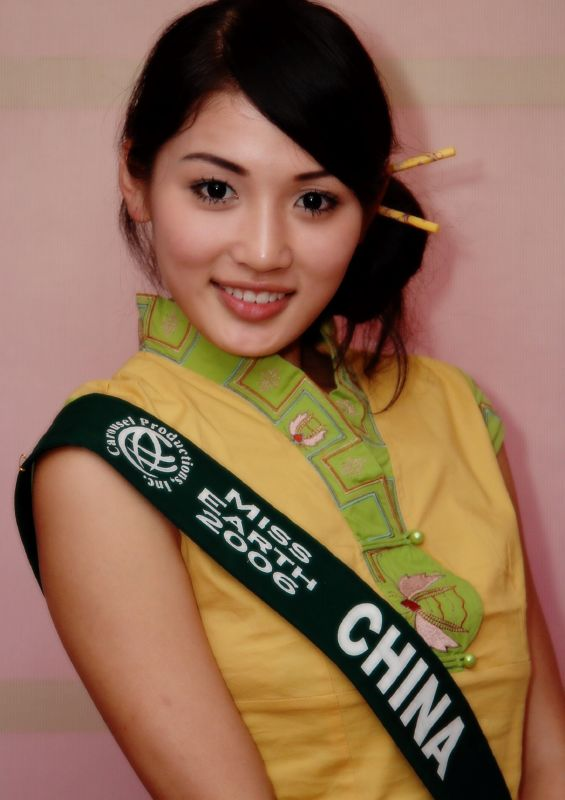
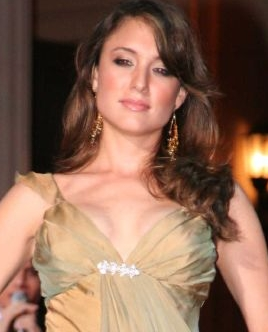
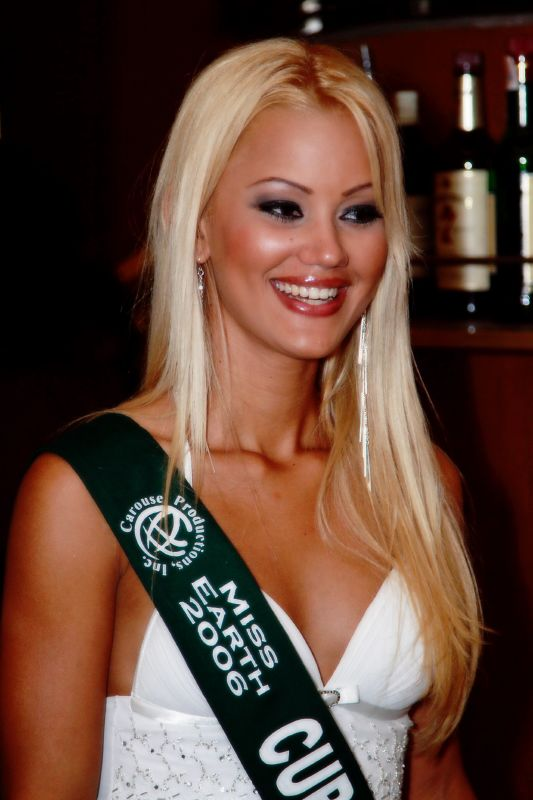
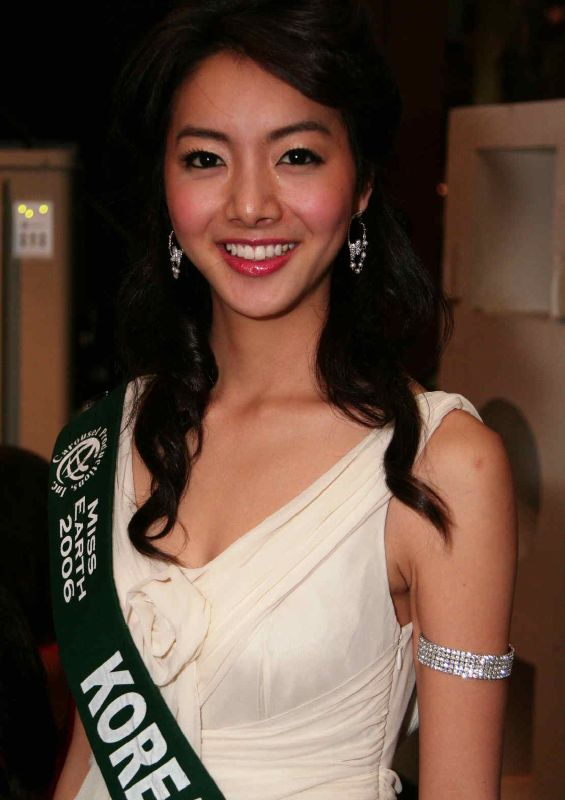

## النتائج

### المراكز النهائية

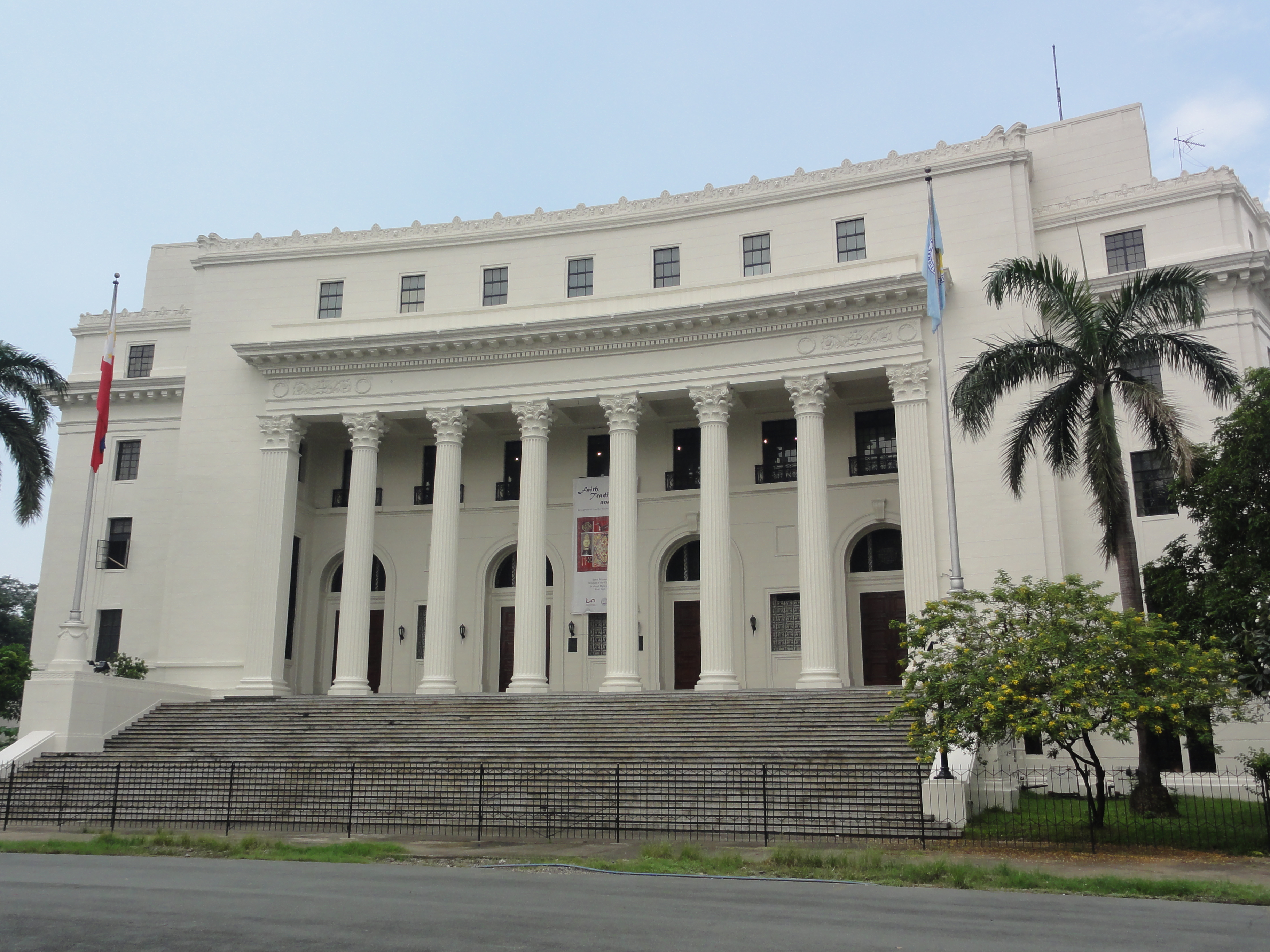
المتحف الوطني للفلبين, مكان ملكة جمال الأرض 2006

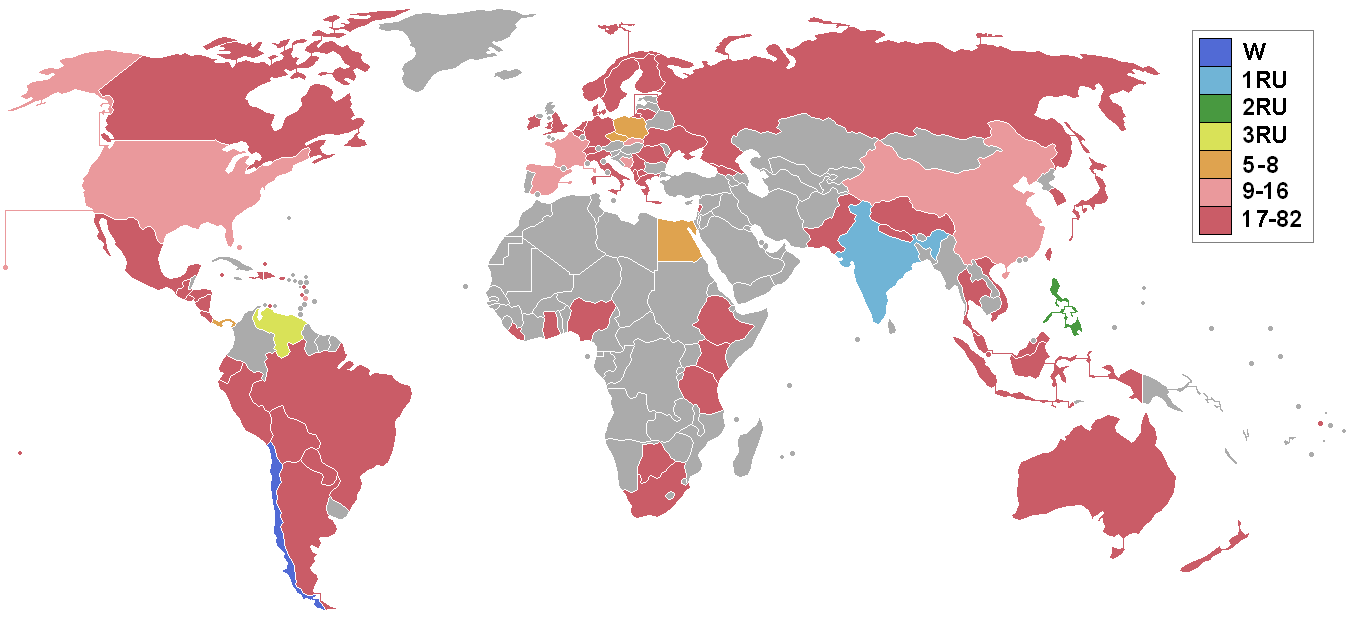
البلدان والأقاليم التي أرسلت المندوبين والنتائج مسابقة ملكة جمال الأرض 2006

| النتائج النهائية                  | المتنافسة |
| --------------------------------- | --- |
| ملكة جمال الأرض 2006              | - تشيلي - هيل هيرنانديز |
| ملكة جمال الهواء (الوصيفة الأولى) | - الهند - أمروتا باتكي |
| ملكة جمال الماء (الوصيفة الثانية) | - الفلبين - كاثي أونتلان |
| ملكة جمال النار (الوصيفة الثالثة) | - فنزويلا - ماريان بوليا |
| أفضل 8                            | - التشيك - بترا سوكوبوفا - مصر - مريم جورج - بنما - ستيفاني دي روكس - بولندا - فرانسيس سودنيكا |
| أفضل 16                           | - باهاماس - ليندرا برات - البوسنة والهرسك - بوزينا جيليتش - الصين - تشو مينغتينج - فرنسا - آن شارلوت تريبلت - سانت لوسيا - كاثي دانيال - سلوفاكيا - جوديتا هروبيوفا - إسبانيا - روسيو كازالاس - الولايات المتحدة - أماندا بينيكامب |

## الروابط الخارجية
- موقع ملكة جمال الأرض الرسمي
- مؤسسة ملكة جمال الأرض
- مؤسسة ملكة جمال الأرض أطفال أحب كوكبي